# Gare de Bou Henni
La gare de Bou Henni est une gare ferroviaire algérienne située sur le territoire de la commune de Bou Henni, dans la wilaya de Mascara.

## Situation ferroviaire
La gare se situe sur la ligne d'Alger à Oran, où elle est précédée de la gare de Yalou et suivie de celle de Sig.

## Service des voyageurs

### Dessertes
La gare de Bou Henni est desservie par les trains régionaux des liaisons :
- Oran - Chlef[1] ;
- Oran - Relizane[2].